# Мартирій Антіохійський
Мартирій — патріарх Антіохії з 460 по 470 роки. Будучи халкидонцем, у його патріархаті панувала боротьба між халкидонцями та нехалкидонцями.
Мартирія скинув видатний нехалкидонець Петро Кнафей у 470 році, останнього підтримував Зенон, полководець і зять візантійського імператора Лева I. Мартирій втік до Константинополя, де його підтримав патріарх Геннадій, вплив якого на Льва забезпечив нетривале відновлення Мартирія. Однак Петро Кгафей невдовзі знову вигнав Мартирія, сам знову зайняв патріархат. Мартирій знову звернувся до Лева, який знову скинув Петра Кнафея, цього разу на користь нового наступника халкедонців Юліана.